# Nữ hóa
Trong sinh học và y học, nữ hóa là sự phát triển trong một sinh vật các đặc điểm vật lý thường là đặc thù của riêng các cá thể cái của loài. Điều này có thể đại diện cho một quá trình phát triển bình thường, góp phần vào sự phân biệt giới tính. Nữ hóa cũng có thể được gây ra bởi các yếu tố môi trường, và hiện tượng này đã được quan sát thấy trong một số loài động vật. Trong trường hợp điều trị hormone chuyển giới từ nam sang nữ, quá trình này được cố ý tạo ra một cách giả tạo.

## Bệnh lý nữ hóa
Ở động vật, khi quá trình nữ hóa xảy ra ở nam giới, hoặc ở độ tuổi phát triển không thích hợp, nó thường do rối loạn di truyền hoặc mắc phải của hệ thống nội tiết. Ở người, một trong những biểu hiện phổ biến nhất của nữ quyền bất thường là gynecomastia, vú to lên bất thường có thể là kết quả của việc nâng cao nồng độ kích thích tố nữ tính như estrogen. Sự thiếu hụt hoặc tắc nghẽn các hormone nam tính (androgen) cũng có thể góp phần vào sự nữ hoá. Trong một số trường hợp, nồng độ androgen cao có thể tạo ra cả hai tác dụng bồi bổ nam tính (làm mọc lông trên cơ thể, giọng nói trầm, tăng khối lượng cơ, vv) và tác dụng nữ hóa (gynecomastia) vì các androgen có thể được aromatase trong các mô ngoại vi chuyển đổi thành estrogen.